# Acacia consanguinea
Acacia consanguinea é uma espécie de leguminosa do gênero Acacia, pertencente à família Fabaceae.